# كليف إيكلس
كليف إيكلس (بالإنجليزية: Clifford Eccles)‏ هو لاعب دوري الرغبي أيرلندي، ولد في 4 سبتمبر 1967 في وارينغتون في المملكة المتحدة.